# Journal of the American Society for Mass Spectrometry
Das Journal of the American Society for Mass Spectrometry (nach ISO 4-Standard in Literaturzitaten mit J. Am. Soc. Mass Spectrom. abgekürzt) ist eine monatlich erscheinende wissenschaftliche Fachzeitschrift, die seit Januar 2020 von der American Chemical Society im Auftrag der American Society for Mass Spectrometry herausgegeben wird. Seit der Erstausgabe im Februar 1990 erschien sie zuvor im Springer-Verlag. In der Fachzeitschrift werden Artikel veröffentlicht, die sich mit allen Aspekten der Massenspektrometrie beschäftigen.
Der Impact Factor lag für das Jahr 2021 bei 3,262. Nach der Statistik des ISI Web of Knowledge wurde das Journal 2016 in der Kategorie analytische Chemie an 23. Stelle von 76 Zeitschriften, in der Kategorie Spektroskopie an zehnter Stelle von 42 Zeitschriften, in der Kategorie physikalische Chemie an 63. Stelle von 146 Zeitschriften und in der Kategorie Biochemie & Molekularbiologie an 144. Stelle von 290 Zeitschriften geführt.
Aktuelle Chefredakteurin ist Vicki Wysocki von der Ohio State University. Der CiteScore betrug 2021 5,0.